# High School Debut (película)
'High School Debut' (高校デビュー Kōkō Debyū?) es una película japonesa del 2011, dirigida por Tsutomu Hanabusa y basada en el manga homónimo. Fue lanzada en cines de Japón el 1 de abril de 2011.

## Reparto
- Junpei Mizobata como Yoh Komiyama.
- Ito Ono como Haruna Nagashima.
- Masaki Suda como Fumiya Tamura.
- Rina Aizawa como Asami Komiyama.
- Yuki Furukawa como Yui Asaoka.
- Sae Miyazawa como Mami Takahashi.
- Rei Okamoto como Makoto Kurihara.
- Yuka Masuda como Leona Matsuzaka.
- Elaiza Ikeda como Takemoto.
- Tsukaji Muga como Tsukaxile.
- Yoichi Nukumizu como el profesor.

## Festival de cine
La película fue presentada en el Festival Internacional de Cine de Okinawa de 2011, dentro de la categoría "Risas".

## Tema musical
El tema principal de la película, "Fall In Love" fue interpretado por la banda okinawense 7!! (pronunciado "Siete Oops"), siendo el primer debut importante de la banda fundada en 2004. Fue lanzada como sencillo digital en RecoChoku el 1 de abril de 2011. Se clasificó en primer lugar en términos de descarga en los gráficos de descarga semanal RecoChoku que se anunció el 6 de abril de 2011. La versión sencillo de esta canción fue lanzada posteriormente por Epic Records Japan el 13 de abril de 2011.
7!! también realizó una versión de la canción de 1998 "Ai no Shirushi" de Puffy. Fue utilizada como una canción insertada en esta película.